# La Melosa
La Melosa (en francès Lamelouze) és un municipi francès situat al departament del Gard i a la regió d'Occitània.